# The Hundred in the Hands (álbum)
The Hundred in the Hands  es el primer álbum de estudio y debut homónimo de la banda estadounidense de rock: The Hundred in the Hands. La cual tuvo muchos productores para realizarlo, en la cual el productor británico Richard X y el productor estadounidense Chris Zane colaboraron en el álbum.
El estilo del álbum alberga diversos estilos del rock y la electrónica.
El sencillo "Dressed in Dresden" mezclado como un remix, aparece en el videojuego de mundo abierto de United Front Games y Square Enix: "Sleeping Dogs".

## Lista de canciones
Todas las canciones escritas y compuestas por The Hundred in the Hands. 
| The Hundred in the Hands (CD) |                         |          |  |
| N.º                           | Título                  | Duración |  |
| 1.                            | «Young Aren't Young»    | 4:24     |  |
| 2.                            | «Lovesick (Once Again)» | 4:00     |  |
| 3.                            | «Killing It»            | 3:37     |  |
| 4.                            | «Pigeons»               | 3:28     |  |
| 5.                            | «Commotion»             | 4:45     |  |
| 6.                            | «This Day Is Made»      | 3:56     |  |
| 7.                            | «Dead Ending»           | 4:08     |  |
| 8.                            | «Gold Blood»            | 3:22     |  |
| 9.                            | «Dressed in Dresden»    | 3:31     |  |
| 10.                           | «Last City»             | 3:40     |  |
| 11.                           | «The Beach»             | 2:49     |  |
| 41:40                         |                         |          |  |

### Sencillos Extra
En la edición de iTunes se encuentran los siguientes sencillos
- "Tom Tom" - 3:40
- "Sleepwalkers" - 3:53
- "Pigeons" (Foals XIII Remix) - 6:24

En la edición japonesa se encuentran los siguientes sencillos
- "In to It" (A cappella Version) - 4:01
- "Undressed in Dresden" - 5:30

## Personal
- Eleanore Everdell - vocal, teclados, sintetizador
- Jason Friedman - bajo, guitarra, programación

Personal adicional
- Alex Aldi - ingeniero de sonido, mezclas, programación
- Eric Broucek - ingeniería de sonido, producción, mezclas
- Heather Culp - fotografía (portada del álbum)
- Pete Hofmann - mezclas
- Jacques Renault - producción, ingeniería de sonido
- Richard X - programación, ingeniería de sonido
- Vito Roccoforte - batería
- Noel Summerville - masterización
- Utters - ingeniería de sonido, producción
- Chris Zane - ingeniería de sonido, batería, mezclas, producción, programación